# Femicide

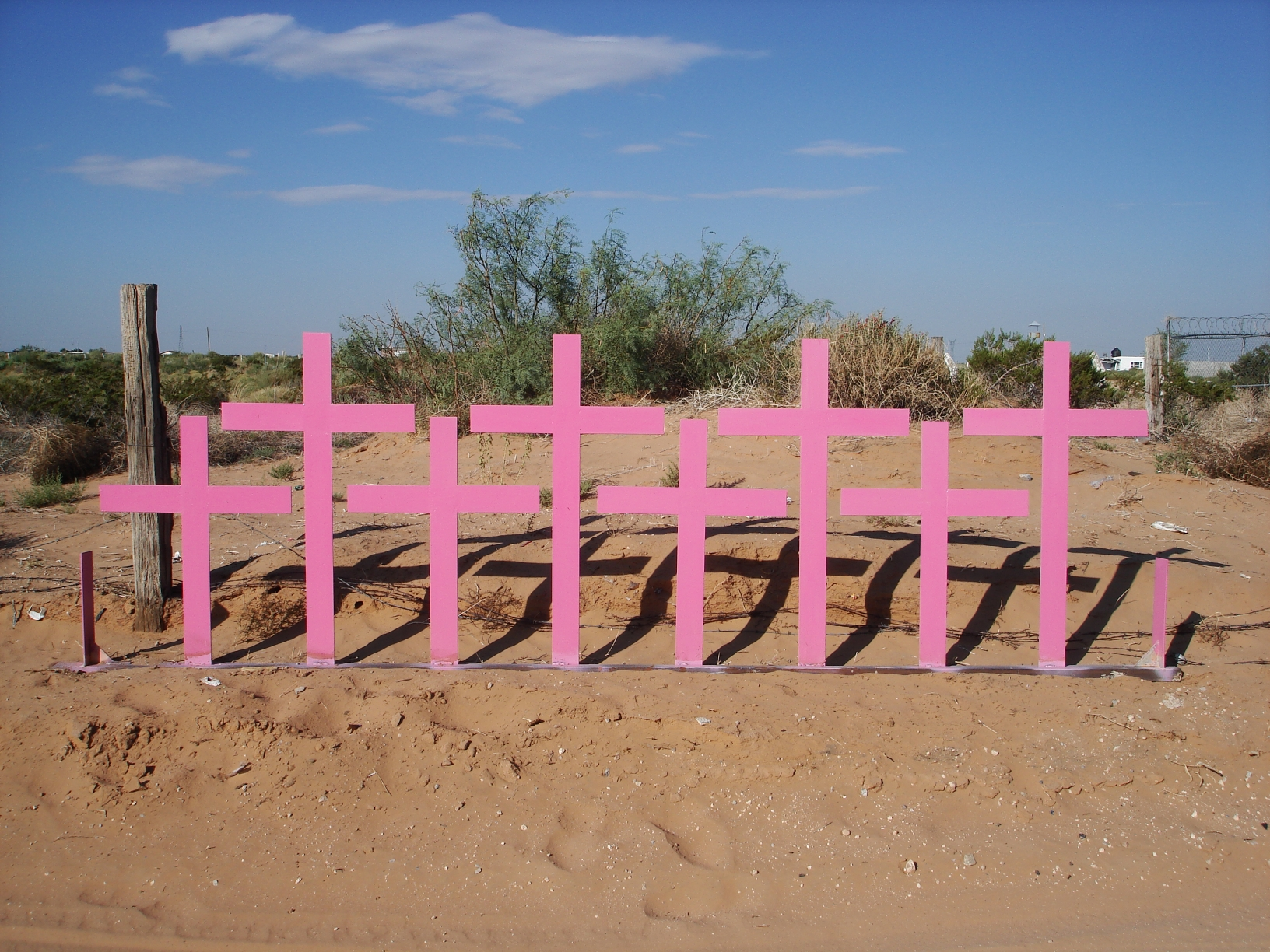
Acht kruizen voor restanten van acht vermoorde vrouwen die werden gevonden in Mexico in 1996.

Femicide, ook wel vrouwenmoord of feminicide (met name in België), is het doden van een vrouw of meisje omdat ze een vrouw of meisje is, en is een haatmisdrijf tegen vrouwen. 'Femicide' is een samenstelling van de Latijnse woorden fēm(ina)- (vrouw) en -icide (doodslag of moord). De term werd voor het eerst gebruikt in 1976 door feministische auteur Diana E. H. Russell en kreeg meer bekendheid toen de term (in het Spaans vertaald als feminicidio) rond 2015 werd overgenomen door Mexicaanse vrouwenbewegingen en academici, om het hoge aantal vrouwenmoorden door mannen in Mexico nader te omschrijven.

## Verschillende definities
De nuances van de algemene term zijn afhankelijk van de context waarin de term wordt gebruikt, zowel in het Engels als in het Nederlands. Er kunnen verschillende oorzaken zijn voor femicide. Radford en Russell (in 1992), en ook Stout (in 1992), onderscheiden vijf benaderingen van de oorzaken:
1. Een feministische benadering, die de patriarchale overheersing aan de kaak stelt, bijvoorbeeld bruidsschatgerelateerde moorden, eerwraak-misdaden, en seksueel geweld.
2. Een sociologische benadering, die zich richt op het onderzoek van de bijzondere kenmerken die femicide tot een fenomeen maken – men laat hierbij de relatie tussen dader en slachtoffer en het motief of de status van de dader buiten beschouwing.
3. Een criminologische benadering, die femicides onderscheidt als een aparte categorie in moordonderzoeken. De definitie van femicide varieert bij deze benadering: soms gaat het om het doden van een vrouw boven de 18 jaar, soms boven de 15 jaar, en men definieert de daad vanuit "geweld" of "moord".
4. Een mensenrechtenbenadering, die niet alleen moord maar ook andere extreme vormen van geweld tegen vrouwen omvat – bijvoorbeeld het ACUNS (academisch onderdeel van de VN) definieert femicide als een veelomvattend verschijnsel, waaronder moord, maar ook marteling, eerwraak, bruidsschatgerelateerde moord, kindermoord en geslachtsgebonden prenatale selectie, genitale verminking en mensenhandel.
5. Een dekoloniale benadering, waarbij gevallen van vrouwenmoord worden onderzocht in de context van koloniale overheersing – deze benadering wordt met name (maar niet uitsluitend) gebruikt met betrekking tot vrouwenmoorden in het Midden-Oosten en Noord-Afrika, onder andere in verband met eerwraak.

De onderzoekers concluderen in het licht van deze vijf verschillende benaderingen van vrouwenmoord dat het een complex sociaal verschijnsel is, dat macro-, meso- en microtheorieën vereist, naast veelzijdige verklaringen die aangepast zijn aan de specifieke sociaal-historische context en structuur tussen individuen onderling. Er is dus niet een specifieke oorzaak aan te wijzen, en daarom zal ook de aanpak divers moeten zijn.

## Alternatieve benamingen
In berichtgeving rondom femicide vindt men veel alternatieve benamingen voor vrouwenmoord. Men spreekt dan over 'familiedrama', 'huiselijk geweld', 'crime passionnel', '(tragedie) in de relationele sfeer', 'eerwraak' of 'verkrachtingszaak met dodelijke afloop'. Deze alternatieven geven onduidelijkheid over de verdere toedracht van de moord. Aan femicide gaat vaak jarenlang misbruik vooraf, en een op de tien vrouwen wordt actief gestalkt voorafgaand aan de moord.
Het absolute aantal mannen dat slachtoffer is van moord is hoger, maar het gaat vaker over afrekeningen in het criminele circuit of uit de hand gelopen vechtpartijen. In zo'n 4% van de gevallen gaat het om moorden gepleegd door intimi, terwijl ongeveer de helft van de moorden op vrouwen wordt gepleegd door intimi.

## Signalen Femicide
Femicide is een van de meest voorspelbare vormen van geweld tegen vrouwen en wordt vaak voorafgegaan door een herkenbaar patroon. In veel gevallen is sprake van structurele en aanhoudende vormen van partnergeweld, waarbij signalen en risicofactoren zich stap voor stap opstapelen. Deze kunnen variëren van emotionele en fysieke mishandeling tot controle, isolatie, bedreiging en stalking. Hoewel de aanloop naar femicide overeenkomsten vertoont, heeft elk geval zijn eigen context en achtergrond. De motieven en vormen van geweld verschillen per situatie en ook de achtergronden van de slachtoffers lopen uiteen. Femicide treft vrouwen ongeacht afkomst, sociale klasse of religie.
De aanloop naar femicide verloopt vaak volgens een herkenbaar patroon dat zich in meerdere fases kan ontwikkelen. Onderzoekers en hulporganisaties signaleren acht veelvoorkomende stappen in de dynamiek tussen pleger en slachtoffer:
1. Relatieverleden: Plegers van partnergeweld vertonen vaak in eerdere relaties al controlerend en agressief gedrag. Dit wijst op een structureel patroon, eerder dan een incident gebonden aan één partner.
2. Snelle verbintenis: De relatie ontwikkelt zich uitzonderlijk snel. De dader overlaadt zijn partner met aandacht en cadeaus, en probeert haar snel emotioneel of praktisch aan zich te binden. Deze verbintenis wordt later als “bezit” beschouwd.
3. Leven met controle: De partner ervaart geleidelijke maar toenemende controle en isolatie. De relatie voelt verstikkend en is vaak moeilijk te beëindigen door emotionele, psychologische of praktische barrières.
4. Ingrijpende gebeurtenis: Een trigger, zoals een relatiebreuk of baanverlies, werkt als katalysator. Deze gebeurtenissen versterken gevoelens van verlies aan controle bij de pleger.
5. Escalatie: De dader probeert de controle te herwinnen, vaak via bedreiging, fysiek geweld of stalking. Soms keert de relatie tijdelijk terug naar fase 3, maar dit leidt zelden tot structurele verbetering.
6. Verandering in denken: De pleger weigert zich neer te leggen bij het verlies van de relatie. Gevoelens van afwijzing en vernedering kunnen omslaan in haat, waarbij de vrouw niet langer als partner, maar als vijand of ‘schuldige’ wordt gezien.
7. Moordplannen: In deze fase ontstaan concrete plannen. De dader onderzoekt methodes om de partner om het leven te brengen, zoals vergiftiging, wurging of het gebruik van wapens.
8. Moord en mogelijke zelfdoding: De femicide wordt gepleegd. In sommige gevallen pleegt de dader daarna ook zelfmoord of brengt hij ook kinderen of andere gezinsleden in gevaar.

## Cijfers
Wereldwijd stierven in 2012 meer dan 43.600 vrouwen door toedoen van hun partner, ex-partner of familielid, volgens het United Nations Office on Drugs and Crime, die over onder andere dit onderwerp rapporteert. Als vergelijking en context noemt de Organisatie voor Veiligheid en Samenwerking in Europa in hun rapport naast deze cijfers wereldwijd voor datzelfde jaar 11.133 doden door terrorisme. Het European Data Journalism Network noemt Duitsland, Italië, en Groot-Brittannië als de drie landen met de hoogste femicide-cijfers van Europa in 2017 met respectievelijk 210, 128 en 109 doden per jaar. In 2015 vielen in Frankrijk 142 doden door femicide, in 2019 waren dat er 146. Wordt het aantal doden afgezet tegen het aantal inwoners van het land, dan is het aantal vrouwenmoorden het hoogst in Montenegro, Letland, Litouwen en Tsjechië. Ook Hongarije, Bosnië en Kroatië hebben een hoger aantal femicide-gevallen dan het Europees gemiddelde. Uit dertien Europese landen zijn geen data opgenomen in de database. In Denemarken, Griekenland, Luxemburg, Litouwen, Malta en Polen worden data over femicide daadwerkelijk niet verzameld.

## Istanbul-Conventie
Het verdrag van de Raad van Europa inzake het voorkomen en bestrijden van geweld tegen vrouwen en huiselijk geweld (ook bekend als de Istanbul-Conventie oftewel het Verdrag van Istanbul) is een mensenrechtenverdrag van de Raad van Europa (RvE) tegen geweld tegen vrouwen en huiselijk geweld dat werd opengesteld voor ondertekening op 11 mei 2011 te Istanboel. Het verdrag streeft naar de preventie van geweld, de bescherming van (potentiële) slachtoffers en "naar het beëindigen van de straffeloosheid van de daders". De Conventie trad op 1 augustus 2014 in werking. Per maart 2019 hebben 46 landen en de Europese Unie de Conventie ondertekend.

### Verlaten van de conventie door Turkije
Op 12 maart 2012 was Turkije het eerste land dat de Conventie ratificeerde, maar op 20 maart 2021 heeft het land het verdrag verlaten. Vanuit conservatieve hoek was er al langere tijd kritiek op de inhoud van het akkoord. Zo zou het afbreuk doen aan Turkse normen en waarden over familie en daardoor juist geweld in de hand werken. Ook vinden critici dat het principe van gendergelijkheid in het verdrag homoseksualiteit promoot.

## Protesten

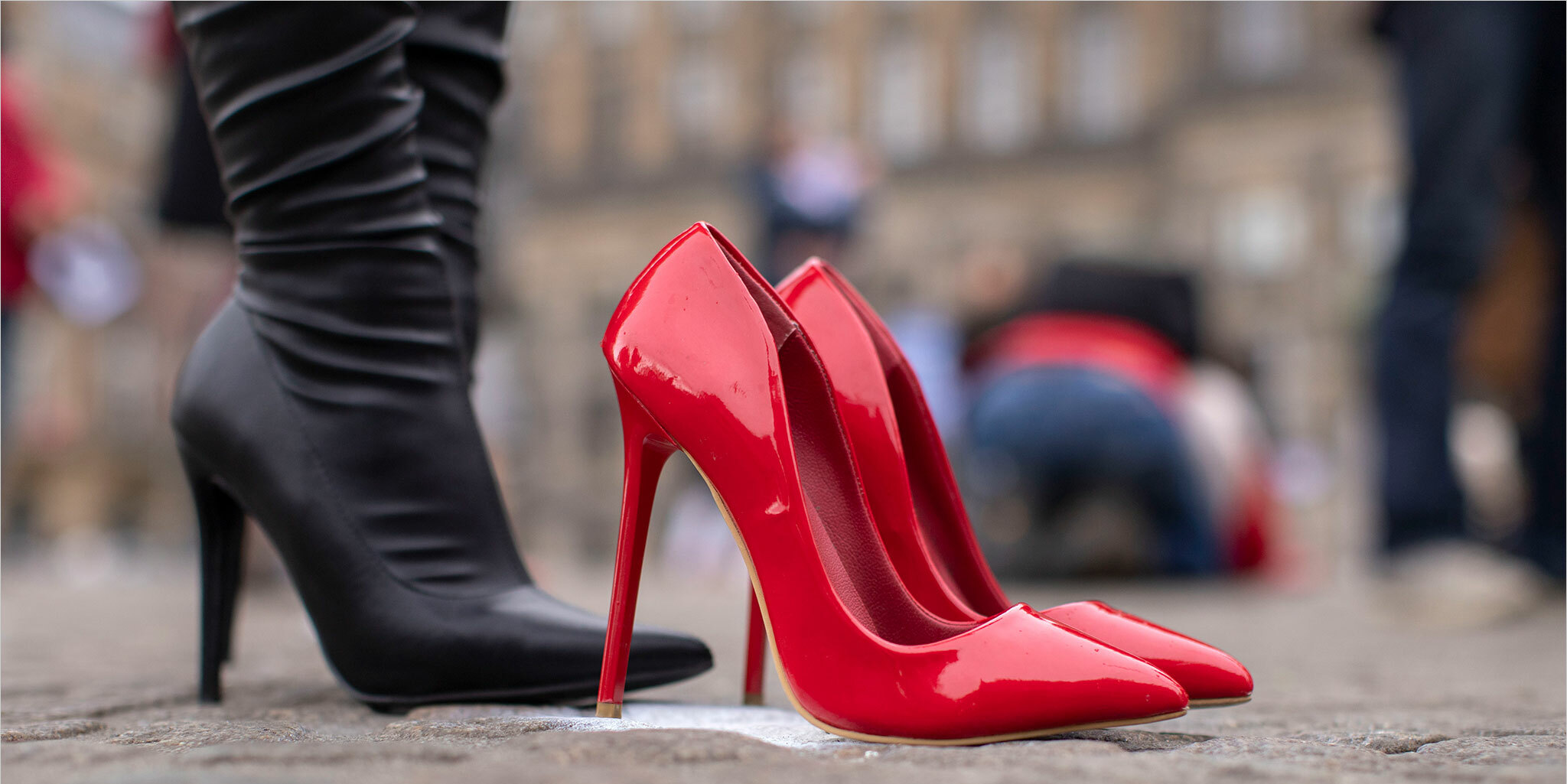
Rode schoenen op de Dam in Amsterdam bij het protest op 10 april 2021

Wereldwijd wordt er sinds de eerste demonstraties in Mexico in 2015 in toenemende mate aandacht gevraagd voor femicide, onder andere in de vorm van demonstraties.
Door de wereldwijde coronapandemie kozen mensen er in 2021 vanwege het besmettingsgevaar door COVID-19 voor om niet zelf de straat op te gaan. In plaats daarvan werden rode schoenen als symbool op pleinen gezet. Dit gebeurde onder andere in Istanboel met een kunstwerk van 440 schoenen door Vahit Tuna. Ook op de Dam in Amsterdam werden op 10 april 2021 70 rode schoenen neergezet als reactie op het verlaten van Istanbul-Conventie door Turkije: 1 voor elke vrouw die vanaf 1 januari 2021 tot die dag in Turkije werd vermoord.

## Nederland
In Nederland gaat het om zo'n 40 vrouwen per jaar. De cijfers zijn niet eenduidig; het Nederlandse Centraal Bureau voor de Statistiek (CBS) houdt cijfers bij van het aantal gevallen van moord of doodslag, en in beperkte mate van de onderliggende motieven, maar niet specifiek van femicide-gevallen. Daarnaast is er de kanttekening te maken dat de juridische verhouding van dader-slachtoffer centraal staat binnen de rechtspraak en er ook gevallen buiten de boot vallen: mensen die nooit geregistreerd hebben gestaan als partner of ongetrouwd zijn, tellen niet mee in de cijfers.
Ten tijde van de zaak Humeyra (een zestien-jarige die vermoord werd door een stalkende ex-vriend, ondanks herhaald contact met de politie) was er enige aandacht voor femicide, maar "Een Nationale Coördinator Huiselijk Geweld die zorgt voor regie, monitoring en afstemming waarop verschillende organisaties en ik al jaren hameren, wilde de minister niet aanstellen," volgens toenmalig Kamerlid Kirsten van den Hul. "Zo'n landelijke coördinator is er wel voor discriminatie, mensenhandel en antisemitisme, maar kennelijk vond hij huiselijk geweld niet belangrijk genoeg. De portefeuille valt nu onder vier ministeries. Bij VWS ligt de coördinatie, daarnaast zijn ook Justitie en Veiligheid, SZW en OCW betrokken. Maar er is weinig samenwerking en afstemming."
Het onafhankelijk toezichthoudend orgaan GREVIO ("Groep van deskundigen inzake actie tegen geweld tegen vrouwen en huiselijk geweld"), dat de uitvoering van het Verdrag van Istanbul evalueert, constateerde in haar rapport van 15 november 2019 (gepubliceerd 20 januari 2020) dat Nederland bij het verminderen van geweld tegen vrouwen in veel opzichten achterbleef. De door de overheid voorgeschreven genderneutraliteit leidt ertoe dat "partnergeweld tegen de vrouw door de mannelijke partner verhuld [wordt] als probleem onder gelijken. Dit belemmert het waarborgen van strafrechtelijke verantwoording, wat een van de belangrijkste doelstellingen van het Verdrag van Istanbul is." GREVIO constateert dat het Openbaar Ministerie in de meeste zaken van partnergeweld van verdere strafvervolging afziet. Niettemin zette Renée Römkens, hoogleraar Gender Based Violence aan de Universiteit van Amsterdam, het dodelijk geweld tegen vrouwen als maatschappelijk probleem op de kaart in haar afscheidscollege onder de titel Een hete aardappel.

### Lijst van vrouwen die zijn vermoord door hun vriend of (ex-)partner in Nederland
- 8 augustus 2025 - Veldhoven - Onbekend (34)[24]
- 1 augustus 2025 - Schiedam - Onbekend (36)[25]
- 18 juli 2025 - Vlijmen - Jessica Brants (38)[26]
- 15 juli 2025 - Gouda - Joeweela de Gelder (39)[27]
- 8 oktober 2024 - Sanne Hertgers (31)[28]
- 13 augustus 2024 – Groningen – Rosaria (58)[29]
- 5 mei 2024 – Nieuwediep/Groningen – Sandra Klinker (30)[29]
- 21 februari 2024 – Winsum – Jet (17)[29]
- 4 februari 2024 – Eindhoven – Nevin (36) [30][31]
- 1 januari 2024 – Loenen aan de Vecht – Femke Seegers - van Rossum (34)[32][33]
- 3 april 2022 – Appingedam – Yerma Story (30)[29]
- 6 maart 2022 – Leeuwarden – Mieke Oort (21)[29]
- 7 november 2021 – Muntendam – Nathalie de Meer (50)[29]
- 14 maart 2021 – Groningen – Cindy Woo (46)[29]
- 17 juni 2019 – De Groeve – Marion (59)[29]
- 27 februari 2019 – Leens – Fyori Neraya Michael (23)[29]
- 13 oktober 2017 – Haren – Nebyat (23)[29]
- 5 november 2015 – Veendam – Hilly Rogaar (38)[29]
- 2 juli 2013 – Roden – Annemieke van Dijk (17)[29]
- 1 juni 2011 – Groningen – Daniëlle Hezemans (20)[29]
- 21 maart 2010 – Groningen – Fatma Abdelaziz (35)[29]
- 10 januari 2010 – Siddeburen – Ilham Benchelh (36)[29]
- 24 april 2007 – Groningen – Tessa Klaver (19)[29]
- 21 juni 2005 – Groningen – Necat Zhindi (25)[29]
- 15 juni 2003 – Wagenborgen – Linda Haan (35)[29]
- 7 augustus 2001 – Nietap – Anita Hoogeveen (40)[29]
- 12 december 1996 – Hoogezand – Gonda Drent (30)[29]

## België
De monitoring van officiële femicide cijfers in België is beperkt tot administratieve data van het parket en de Belgische politie. Net zoals in Nederland, zorgt dit ook in België voor beperkte data: de gegevens die verzameld worden bevatten voornamelijk informatie over het soort misdrijf zoals moord of doodslag en de dader. Er is slechts beperkte tot geen informatie over de slachtoffers. Omwille van verschillende beperkingen van deze data, werd in 2017 het platform Stop Feminicide opgericht om femicide ook inofficieel te monitoren. Het Europees Instituut voor gendergelijkheid (EIGE) raadt België, net als de andere Europese lidstaten, dan ook aan om een duidelijke definitie op te stellen en een uitgebreide dataverzameling rond femicide in te voeren, die ook informatie omvat over de relatie tussen het slachtoffer en de dader. Ze raden tevens aan om deze data op te splitsen volgens geslacht.
Om een beter zicht te krijgen op femicide in België werd in het Nationaal Actieplan tegen Gendergerelateerd Geweld (NAP) 2021-2025 meer aandacht besteed aan het onderwerp. In navolging van dit NAP werd er op initiatief van Staatssecretaris voor Gendergelijkheid Sarah Schlitz op 28 oktober 2022 een wetsontwerp voor een kaderwet goedgekeurd door de Ministerraad, om dodelijk geweld op vrouwen beter te registreren. Het wetsontwerp inzake de preventie en de bestrijding van femicides, gendergerelateerde doding en het geweld dat daaraan voorafgaat voorziet dat femicide gedefinieerd zal worden en er duidelijke indicatoren worden ontwikkeld om dit te meten. Er zijn geen wijzigingen gepland binnen het strafwetboek, wat betekent dat femicide geen apart misdrijf wordt. Men benadrukt dat dit eerste ontwerp van de kaderwet nog geen finale versie is. Anno 2023 worden er nog verschillende adviezen ingewonnen, onder meer het advies van 23 januari 2023 door het Controleorgaan op Politionele Informatie, die het wetsontwerp nog kunnen wijzigen. Nadien dient het ook nog gestemd te worden door het federaal parlement.

### Lijst van vrouwen die zijn vermoord door hun vriend of (ex-)partner in België
- 3 december 2024 – Schaarbeek – Diana G. (36)[42]
- 1 december 2024 – Herentals – Joke Buts (46)[42]
- 27 november 2024 – Blankenberge – Martine V.T. (72)[42]
- 15 november 2024 – Elsene – Sylwia (40)[42]
- 13 november 2024 – Zwijndrecht – Marijke Meiresonne (51)[42]
- 4 november 2024 – Yvoir – Tigisti Hagos (22)[42]
- 9 oktober 2024 – Evere – Souad (40)[42]
- 23 september 2024 – Kinrooi – Sabine Hoeben (42)[42]
- 18 september 2024 – Lillois – Typhaine Pé (17)[42]
- 12 augustus 2024 – Mechelen – Véronique Wazolao (53)[42]
- 24 juni 2024 – Namen – Françoise Dessy (48)[42]
- 30 mei 2024 – Ans – Hélène Gosset (45)[42]
- 18 mei 2024 – Borgerhout – Eman Al-Shagdari (39)[42]
- 14 mei 2024 – Molenbeek – Muriel Borré (55)[42]
- 7 mei 2024 – Aarlen – Mélissa Ansel (37)[42]
- 11 april 2024 – Evere – Hasmik B. (40)[42]
- 11 april 2024 – Zerkegem – Monika Pottier (74)[42]
- 10 april 2024 – Ronse – Lydia Gryson (55)[42]
- 1 april 2024 – Ronse – Godelieve Aelbrecht (69)[42]
- 1 april 2024 – Beerzel – Maria G. (43)[42]
- 20 februari 2024 – Angre – Laurence Debève (54)[42]
- 15 februari 2024 – Gruitrode – Ingrid Clerens (54)[42]
- 1 februari 2024 – Roeselare – Marie-Anne Brackx (43)[42]
- 3 januari 2024 – Waregem – Stéphanie Demeyere (43)[42]

## Aanvullende literatuur
- Tessel ten Zweege, Femicide - Tot de dood ons scheidt, Uitgeverij De Geus (2023, ISBN 9789044548365)